# Koenraad Wolter Gratama
Koenraad Wolter Gratama (Assen, 25 april 1831 – Den Haag, 19 januari 1888) was een Nederlands arts, militair, scheikundige en natuurkundige.

## Biografie
Gratama werd geboren als jongste zoon van mr. Sibrand Gratama Johanna Gesina Oldenhuis Kymmell. Na het gymnasium in Assen te hebben doorlopen, werd hij in 1847 kwekeling aan de Rijkskweekschool voor militaire artsen in Utrecht. Toen hij in 1853 officier van gezondheid 3e klasse geworden was, werd hij aan deze school aangesteld als leraar vanwege zijn talent voor lesgeven. Hij onderwees natuurkunde en scheikunde, en bleef dat doen tot 1865, na zijn bevordering tot officier van gezondheid 2e klasse kwamen daar nog de vakken fysiologie, histologie en microscopie bij. Op 5 januari 1864 promoveerde hij magna cum laude aan de Rijksuniversiteit Utrecht tot doctor in de natuurfilosofie op de dissertatie Geschiedkundig onderzoek naar de kennis der zwavelmetalen en op 31 januari 1866 promoveerde hij aan diezelfde universiteit, ook weer magna cum laude, op het proefschrift Onderzoekingen over Tinea Favosa tot doctor in de geneeskunde.
Meteen na het behalen van zijn tweede proefschrift, kreeg hij verlof om tijdelijk in militaire dienst van Japan te treden en vertrok hij op uitnodiging van de regering van dat land naar Nagasaki. Daar stichtte hij een laboratorium en scheikundige opleiding, de eerste moderne scheikundige opleiding in dat land. De opleiding moest een paar keer verplaatst worden vanwege de onrustige situatie, de periode van het Shogunaat liep op z’n einde en de periode van de Meiji-restauratie begon tijdens zijn verblijf. Dit memorabele feit werd in het jaar 2000 herdacht tijdens de vieringen rondom het 400-jarig bestaan van de betrekkingen tussen Nederland en Japan, door middel van het organiseren van de zogenaamde Gratama Workshop. In 2023 werd de zevende editie gehouden.  
Na het ten einde lopen van zijn contract met de Japanse regering in 1871 maakte hij een rondreis door Azië, waarbij hij China, Nederlands-Indië en Brits-Indië bezocht. In mei 1872 kwam hij ten slotte in Nederland aan.
Op 8 maart 1873 trad hij weer in actieve dienst bij de garnizoensinfirmerie te Groningen en werd hij benoemd tot officier van gezondheid 1e klasse. Zijn hoogste rang behaalde hij ten slotte op 12 juni 1886, toen hij bevorderd werd tot luitenant-kolonel, dit in het kader van zijn benoeming tot chef van het militair hospitaal in Den Haag. Hij werd zeer gewaardeerd als militair arts, wat ook blijkt uit geheime documenten waarin stond dat hij, als er oorlog zou uitbreken, hij een van de belangrijkste posities in de geneeskundige dienst zou bekleden. 
Zijn carrière eindige echter met een schandaal: hij zou een procedurefout gemaakt hebben bij de lijkbezorging van een officier van gezondheid en om die reden werd hij op 10 november 1887 met vervroegd pensioen gestuurd. Na verloop van tijd ging de publieke opinie zich met deze zaak bemoeien in zijn voordeel en de kwestie werd tot in de Tweede Kamer besproken. Zelf verdedigde hij zijn handelswijze in het vlugschrift De Waarheid bij mijne pensioneering. Na het voltooien ervan kreeg hij echter een zware longontsteking, hij overleed binnen enkele dagen aan de gevolgen ervan. Hij werd begraven op de Algemene Begraafplaats in Den Haag.

## Privé
Gratama trouwde op 29 mei 1873 in Zwolle met Rudolphina Mechteld Ribbius. Ze kregen vijf kinderen: Gerrit David (1874), Petronella Johanna Carolina (1875), Sibrand (1876), Jan (1877) en Johanna Gesina (1886).
- Biografisch Portaal: 26455053
- Digitale Bibliotheek voor de Nederlandse Letteren: grat006
- Gemeinsame Normdatei: 118964690
- International Standard Name Identifier: 0000 0000 8254 7077
- Library of Congress Control Number: n87919977
- Nederlandse Thesaurus van Auteursnamen: 072674539
- Virtual International Authority File: 67265534
- WorldCat: E39PBJyt3DHX3Hm6cvV4DRPRKd